# Dave Malloy
Dave Malloy (né le 4 janvier 1976) est un compositeur, dramaturge, parolier, chanteur, orchestrateur et acteur américain. Il a écrit plusieurs œuvres théâtrales, souvent basées sur des œuvres classiques de la littérature. Son œuvre la plus connue est Natasha, Pierre & The Great Comet of 1812, un opéra électro-pop basé sur Guerre et Paix, récompensé par un Tony Award. Ses autres œuvres comprennent Ghost Quartet, un cycle de chansons sur « l'amour, la mort et le whisky » ; Preludes, une fantaisie musicale se déroulant dans l'esprit du compositeur romantique Sergueï Rachmaninov ; Octet, une comédie musicale de chambre sur la dépendance à Internet ; et Moby-Dick, une adaptation du roman classique d'Herman Melville.

## Biographie
Malloy grandi à Lakewood, dans l'Ohio où il étudie la composition musicale et la littérature anglaise à l'Université de l'Ohio. Il commence à faire du théâtre à San Francisco en 2000. Ses premiers travaux comprenaient des pièces avec Banana Bag & Bodice, pour lesquels il est le compositeur depuis 2002.
En 2008, il compose la musique de Beowulf – A Thousand Years of Baggage, une chanson Banana Bag & Bodice SongPlay écrite par Jason Craig et commandée par les Shotgun Players de Berkeley, en Californie. Beowulf reçoit le prix Glickman 2008 et un Edinburgh Herald Angel 2011. Il joue dans de nombreux lieux et festivals, notamment le Roda Theatre du Berkeley Repertory, le Club Oberon d'ART, le Joe's Pub et des festivals en Angleterre, en Irlande, en Écosse et en Australie.
Après Beowulf, il co-créé et joue dans Three Pianos, une course ivre à travers le « Winterreise » de Schubert (avec Rick Burkhardt et Alec Duffy, mis en scène par Rachel Chavkin) qui a été créée en 2010 au Ontological-Hysteric Theater, remportant un Special Citation Obie Award, et a été jouée au New York Theatre Workshop et à l'American Repertory Theater.
Son œuvre suivante fut Beardo, une comédie musicale indie rock russe basée sur la vie de Raspoutine, que Malloy a écrite avec Jason Craig, collaborateur de Beowulf. Elle a été jouée en 2011 à San Francisco et a eu sa première à New York en février 2017 dans une production de Pipeline Theater Company.
Pour Natasha, Pierre & The Great Comet of 1812, Malloy était le compositeur, le parolier, l'orchestrateur, le directeur musical et l'interprète du rôle de Pierre Bezukhov. Comet a été commandé par le théâtre Ars Nova et créé là-bas en octobre 2012, mis en scène par Chavkin ; en mai 2013, le spectacle a été transféré en off-Broadway à Kazino, une tente construite sur mesure pour la pièce, d'abord érigée dans le Meatpacking District puis à Times Square. En décembre 2015, le spectacle a été joué avant Broadway au American Repertory Theater de Cambridge, dans le Massachusetts. Le spectacle a remporté un Obie Award, le Richard Rodgers Award 2013 pour le théâtre musical, le prix de la meilleure nouvelle comédie musicale de l'Off Broadway Alliance, trois Elliot Norton Awards, huit IRNE Awards, onze nominations aux Lucille Lortel Awards (dont trois ont remporté), cinq nominations au Drama Desk et deux nominations au Drama League Award,.
Ghost Quartet ouvre ses portes en octobre 2014 au Bushwick Starr. Après une longue tournée à guichets fermés, la pièce est transférée au McKittrick Hotel, domicile de Sleep No More, et a depuis été jouée dans un certain nombre de villes, dont Édimbourg, San Francisco et Cambridge, où elle a remporté un Elliot Norton Award. La pièce est un album conceptuel mis en scène, sur l'amour, la mort et le whisky. Cela a été suivi par une comédie musicale pour lycée, Don't Stop Me, un « marathon de danse jusqu'à la mort » avec un livret et des co-paroles de Krista Knight, produit par la Youth Musical Theatre Company à Berkeley en Californie, où il a travaillé comme directeur musical de 2006 à 2009. Pendant que le spectacle était en représentation, sa comédie musicale suivante, Preludes, une pièce sur Rachmaninov et l'hypnose, a été créée au Lincoln Center Theater en juin 2015.
Natasha, Pierre & The Great Comet of 1812 débute à Broadway au Imperial Theatre en octobre 2016 avec Josh Groban dans le rôle de Pierre. Le spectacle a été nommé pour douze Tony Awards, dont ceux de la meilleure comédie musicale, du meilleur livret, de la meilleure partition et de la meilleure orchestration. Malloy reprend son rôle de Pierre plusieurs fois au cours de la représentation et a été le dernier Pierre de Broadway. En 2022, le spectacle a été mis en scène à l'alma mater de Malloy, l'université de l'Ohio, la première production américaine depuis son départ de Broadway.
Octet, une comédie musicale pour chœur de chambre écrite par Malloy et mise en scène par Annie Tippe, a été présentée au Signature Theatre Company Residency 5 Theatre à New York du 30 avril au 30 juin 2019. Le spectacle met en scène un chœur de chambre a cappella à huit voix et « explore la dépendance et le nihilisme dans le contexte désordonné de la technologie du 21e siècle » et a été présenté en édition limitée au Signature Theatre Company à New York. C'est la première partie de sa Signature Residency, qui comprendra trois spectacles sur une période de cinq ans.
Moby-Dick, une comédie musicale basée sur Moby-Dick d'Herman Melville avec un livret, une musique, des paroles et des orchestrations de Malloy et mise en scène par Rachel Chavkin, a été jouée au American Repertory Theater du 3 décembre 2019 au 12 janvier 2020. La partie centrale du spectacle, intitulée Moby Dick, Part III: The Ballad of Pip, a été présentée en avant-première au Joe's Pub en mars 2014.
En 2021, il a fait une apparition dans l'adaptation cinématographique de Lin-Manuel Miranda de la comédie musicale de Jonathan Larson, Tick, Tick... Boom!.
En septembre 2022, il a écrit la musique et les paroles de Love Around the Block, un événement musical d'une nuit seulement célébrant l'ouverture du nouveau magasin phare d'Hermès à New York. En novembre 2023, sa comédie musicale The Witches ouvre au Royal National Theatre de Londres. En mai 2024, sa nouvelle comédie musicale Three Houses ouvre au Signature Theatre de New York.

## Œuvres théâtrales

### Comédies musicales
- Gogol (2001) (compositeur/orchestrateur/directeur musical/interprète ; paroles et livret de Jason Craig et Sean Owens ; mis en scène par Meredith Eldred)
- Sandwich (2003) (co-créateur, avec Banana Bag & Bodice)
- Clown Bible (2007) (compositeur/parolier/co-auteur/orchestrateur/Job/Judas ; co-écrit et mis en scène par Maya Gurantz)
- Beowulf – A Thousand Years of Baggage (2008) (compositeur/orchestrateur/directeur musical/Hrothgar ; paroles et livret de Jason Craig ; avec Banana Bag & Bodice)
- Haarlem Berlin (2009) (compositeur/orchestrateur ; écrit par Talaya Delaney, mis en scène par Rachel Chavkin)
- Three Pianos (2010) (co-créateur/co-orchestrateur/concepteur son et vidéo/interprète ; écrit et créé avec Rick Burkhardt et Alec Duffy, mis en scène par Rachel Chavkin)
- Beardo (2011) (compositeur/orchestrateur ; paroles et livret de Jason Craig, mis en scène par Patrick Dooley)
- Natasha, Pierre & The Great Comet of 1812 (2012) (compositeur/parolier/auteur/orchestrateur/Pierre ; mis en scène par Rachel Chavkin)
- Black Wizard / Blue Wizard (2013) (compositeur/co-parolier/orchestrateur/Black Wizard ; livret et co-paroles d' Eliza Bent, mis en scène par Dan Safer)
- Ghost Quartet (2014) (compositeur/parolier/auteur/orchestrateur/astronome/Edgar/David ; développé avec Brent Arnold, Gelsey Bell et Brittain Ashford, mis en scène par Annie Tippe)
- Preludes (2015) (compositeur/parolier/auteur/orchestrateur ; mis en scène par Rachel Chavkin)
- Don't Stop Me (2015) (compositeur/co-parolier/orchestrateur ; livret et co-paroles de Krista Knight ; mis en scène par Jennifer Boesing)
- Little Bunny Foo Foo (2018) (compositeur/orchestrateur ; livret et paroles d' Anne Washburn, mis en scène par Les Waters)
- Octet (2019) (compositeur/parolier/auteur/orchestrateur ; mis en scène par Annie Tippe)
- Moby-Dick (2019) (compositeur/parolier/auteur/orchestrateur ; mis en scène par Rachel Chavkin)
- Love Around the Block (2022) (compositeur/parolier/co-orchestrateur ; livret d'Isaac Oliver ; co-orchestrations d'Or Matias ; mise en scène de Jason Eagan. Commandé par Hermès pour l'ouverture officielle de leur magasin phare à New York.)
- The Witches (2023) (compositeur/co-parolier/orchestrateur ; livret et co-paroles de Lucy Kirkwood ; mis en scène par Lyndsey Turner)
- Three Houses (2024) (compositeur/parolier/auteur/orchestrateur ; mis en scène par Annie Tippe)

### Autres œuvres théâtrales
- Gulag Ha Ha (2002) (compositeur/concepteur sonore/Old Timer ; avec Banana Bag & Bodice)
- in3 (2003) (compositeur/interprète ; écrit par j. ries et Jason Craig ; mis en scène par Meredith Eldred)
- The Sewers (2005) (compositeur/concepteur sonore ; avec Banana Bag & Bodice)
- Dysphoria (2007) (compositeur/concepteur sonore ; écrit et mis en scène par Alec Duffy)
- Space//Space (2009) (compositeur/concepteur sonore ; avec Banana Bag & Bodice)
- Five Days in March (2010) (compositeur; écrit par Toshiki Okada, mis en scène par Dan Safer)
- The Small (2010) (compositeur/Walt) (écrit par Anne Washburn, mis en scène  par Les Waters)
- Meurtre dans la cathédrale (2010) (compositeur; écrit par T. S. Eliot, mis en scène par Alec Duffy)
- All Hands (2012) (compositeur/concepteur sonore ; écrit par Robert Quillen Camp, mis en scène par Alec Duffy)
- LongYarn (2016) (compositeur/concepteur sonore ; avec Banana Bag & Bodice)

## Prix et récompenses
Il est le lauréat de trois OBIE Awards, un Lucille Lortel Award, un Drama Desk Award, un Richard Rodgers Award, un Glickman Award, un ASCAP New Horizons Award, une subvention Jonathan Larson et une subvention New Music USA, récipiendaire du programme de développement de carrière NEA/TCG 2009 pour les directeurs et concepteurs de théâtre, et du compositeur en résidence 2011 à Ars Nova.  En 2017, Malloy a reçu le prix American Ingenuity Award for History du Smithsonian Magazine.
| Année | Récompense                                          | Catégorie                                           | Œuvre                                     | Résultat   |
| ----- | --------------------------------------------------- | --------------------------------------------------- | ----------------------------------------- | ---------- |
| 2007  | East Bay Express, Best of 2007                      | Best Music                                          | Clown Bible                               | Lauréat    |
| 2008  | Glickman Award                                      | Best New Play                                       | Beowulf — A Thousand Years of Baggage     | Lauréat    |
| 2009  | Innovative Theatre Award                            | Best Music                                          | Beowulf — A Thousand Years of Baggage     | Nomination |
| 2010  | Obie Award                                          | Special Citations                                   | Three Pianos                              | Lauréat    |
| 2011  | Henry Howes Design Award                            | Best Sound & Video Design                           | Three Pianos                              | Nomination |
| 2011  | Edinburgh Stage Award for Acting Excellence         | Best Ensemble                                       | Beowulf — A Thousand Years of Baggage     | Lauréat    |
| 2012  | Richard Rodgers Award for Musical Theater           | Richard Rodgers Award for Musical Theater           | Beardo                                    | Nomination |
| 2013  | Obie Award                                          | Special Citations                                   | Natasha, Pierre & The Great Comet of 1812 | Lauréat    |
| 2013  | Drama Desk Award                                    | Outstanding Music                                   | Natasha, Pierre & The Great Comet of 1812 | Nomination |
| 2013  | Drama Desk Award                                    | Outstanding Lyrics                                  | Natasha, Pierre & The Great Comet of 1812 | Nomination |
| 2013  | Drama Desk Award                                    | Outstanding Musical                                 | Natasha, Pierre & The Great Comet of 1812 | Nomination |
| 2013  | Drama League Award                                  | Outstanding Musical                                 | Natasha, Pierre & The Great Comet of 1812 | Nomination |
| 2013  | Richard Rodgers Award for Musical Theater           | Richard Rodgers Award for Musical Theater           | Natasha, Pierre & The Great Comet of 1812 | Lauréat    |
| 2013  | ASCAP Foundation Richard Rodgers New Horizons Award | ASCAP Foundation Richard Rodgers New Horizons Award | Natasha, Pierre & The Great Comet of 1812 | Lauréat    |
| 2013  | Off-Broadway Alliance Awards                        | Best New Musical                                    | Natasha, Pierre & The Great Comet of 1812 | Lauréat    |
| 2013  | Lucille Lortel Award                                | Outstanding Musical                                 | Natasha, Pierre & The Great Comet of 1812 | Nomination |
| 2015  | Drama Desk Award                                    | Outstanding Music                                   | Ghost Quartet                             | Nomination |
| 2015  | Drama League Award                                  | Outstanding Musical                                 | Ghost Quartet                             | Nomination |
| 2015  | Off-Broadway Alliance Awards                        | Best Unique Theatrical Experience                   | Ghost Quartet                             | Nomination |
| 2016  | Elliot Norton Award                                 | Outstanding Visiting Production                     | Ghost Quartet                             | Lauréat    |
| 2017  | Tony Award                                          | Best Book of a Musical                              | Natasha, Pierre & The Great Comet of 1812 | Nomination |
| 2017  | Tony Award                                          | Best Original Score                                 | Natasha, Pierre & The Great Comet of 1812 | Nomination |
| 2017  | Tony Award                                          | Best Orchestrations                                 | Natasha, Pierre & The Great Comet of 1812 | Nomination |
| 2017  | Tony Award                                          | Best Musical                                        | Natasha, Pierre & The Great Comet of 1812 | Nomination |
| 2017  | Theatre World Award                                 | Theatre World Award                                 | Natasha, Pierre & The Great Comet of 1812 | Lauréat    |
| 2017  | Drama Desk Award                                    | Outstanding Music                                   | Beardo                                    | Nomination |
| 2020  | Lucille Lortel Awards                               | Outstanding Musical                                 | Octet                                     | Lauréat    |
| 2020  | Drama Desk Awards                                   | Outstanding Musical                                 | Octet                                     | Nomination |
| 2020  | Drama Desk Awards                                   | Outstanding Music                                   | Octet                                     | Lauréat    |
| 2020  | Drama Desk Awards                                   | Outstanding Lyrics                                  | Octet                                     | Nomination |
| 2020  | Drama Desk Awards                                   | Outstanding Book of a Musical                       | Octet                                     | Nomination |
| 2020  | Drama Desk Awards                                   | Outstanding Orchestrations                          | Octet                                     | Nomination |
| 2020  | Drama League Awards                                 | Outstanding Production of a Musical                 | Octet                                     | Nomination |
| 2020  | Outer Critics Circle Award                          | Outstanding New Off-Broadway Musical                | Octet                                     | Lauréat    |
| 2020  | Outer Critics Circle Award                          | Outstanding New Score                               | Octet                                     | Lauréat    |
| 2020  | Obie Award                                          | Collaboration on Music & Sound                      | Octet                                     | Lauréat    |